# Fuentes de los Monstruos Marinos
Las Fuentes de los Monstruos Marinos (en italiano Fontane dei mostri marini) son dos fuentes gemelas de carácter histórico situadas en la Piazza della Santissima Annunziata de la ciudad de Florencia (Italia). Fueron realizadas por el escultor Pietro Tacca a mediados del siglo XVII.

## Historia
Las fuentes fueron inicialmente un encargo destinado a la ciudad de Livorno, para ser colocadas como elementos decorativos cercanos al Monumento de los cuatro moros, terminado también por Pietro Tacca en 1626. Con este fin el artista florentino comenzó a trabajar en 1627 con la ayuda de los miembros de su taller  Bartolomeo Salvini y Francesco Maria Bandini. Sin embargo, en 1641, después de la muerte del artista, las fuentes se recuperaron y se situaron en la plaza Santissima Annunziata de Florencia, por detrás de la Estatua ecuestre de Fernando I de Médici.

## Descripción
Estas dos fuentes son consideradas obras maestras de la escultura manierista por su belleza y equilibrio, en las que se combinan los elementos naturalistas marinos novedosos, como conchas marinas, peces, monstruos imaginarios, guirnaldas de crustáceos y algas y máscaras, junto con temas y símbolos marítimos tradicionales. Como destacó Giuseppe Richa en Notizie Istoriche delle chiese fiorentine (siglo XVIII), fue muy original que los chorros de agua no se dirigieran hacia arriba, sino que salieran de la boca de los monstruos hacia abajo.
La firma de Pietro Tacca (PETRUS TACC F.) se puede encontrar en ambas fuentes; esto se lee más fácilmente con la espalda en la basílica.

## Réplicas
Alrededor de 1850, se realizó una copia de una de las dos fuentes que se colocó en el parque de Villa Doria Pamphilj, en Roma, por voluntad de Mary Talbot, esposa de Andrea Doria Pamphilj.
Después de la Segunda Guerra Mundial, se realizaron dos réplicas a partir de los moldes originales de Tacca, para ser colocadas en Piazza Colonnella en Livorno, cerca del Monumento de los cuatro moros, como señal de amistad entre los municipios de Florencia y Livorno.